# A les muntanyes de la follia
A les muntanyes de la follia (anglès: At the Mountains of Madness) és una novel·la de ciència-ficció i terror de l'autor nord-americà HP Lovecraft, escrita el febrer/març de 1931. Rebutjada aquell any per l'editor de Weird Tales, Farnsworth Wright, a causa de la seva extensió, es va publicar originalment als números de febrer, març i abril de 1936 de la revista Astounding Stories. S'ha reproduït en nombroses col·leccions.
La història detalla els esdeveniments d'una desastrosa expedició a l'Antàrtida el setembre de 1930, i el que hi troba un grup d'exploradors liderats pel narrador, el Dr. William Dyer de la Universitat Miskatonic. Al llarg de la història, Dyer detalla una sèrie d'esdeveniments no explicats anteriorment amb l'esperança de dissuadir altres grups d'exploradors que vulguin tornar al continent. Aquests esdeveniments inclouen el descobriment d'una civilització més antiga que la raça humana i l'explicació del passat de la Terra a través de diverses escultures i murals.
La història es va inspirar en l'interès de Lovecraft per l'exploració de l'Antàrtida; el continent encara no estava completament explorat als anys trenta. Lovecraft es basa explícitament en la novel·la d'Edgar Allan Poe Les aventures d'Arthur Gordon Pym, i pot haver utilitzat altres històries com a inspiració. Molts elements de la història es repeteixen en altres obres de Lovecraft. La història ha estat adaptada i utilitzada per a novel·les gràfiques, videojocs i obres musicals.

## Inspiració

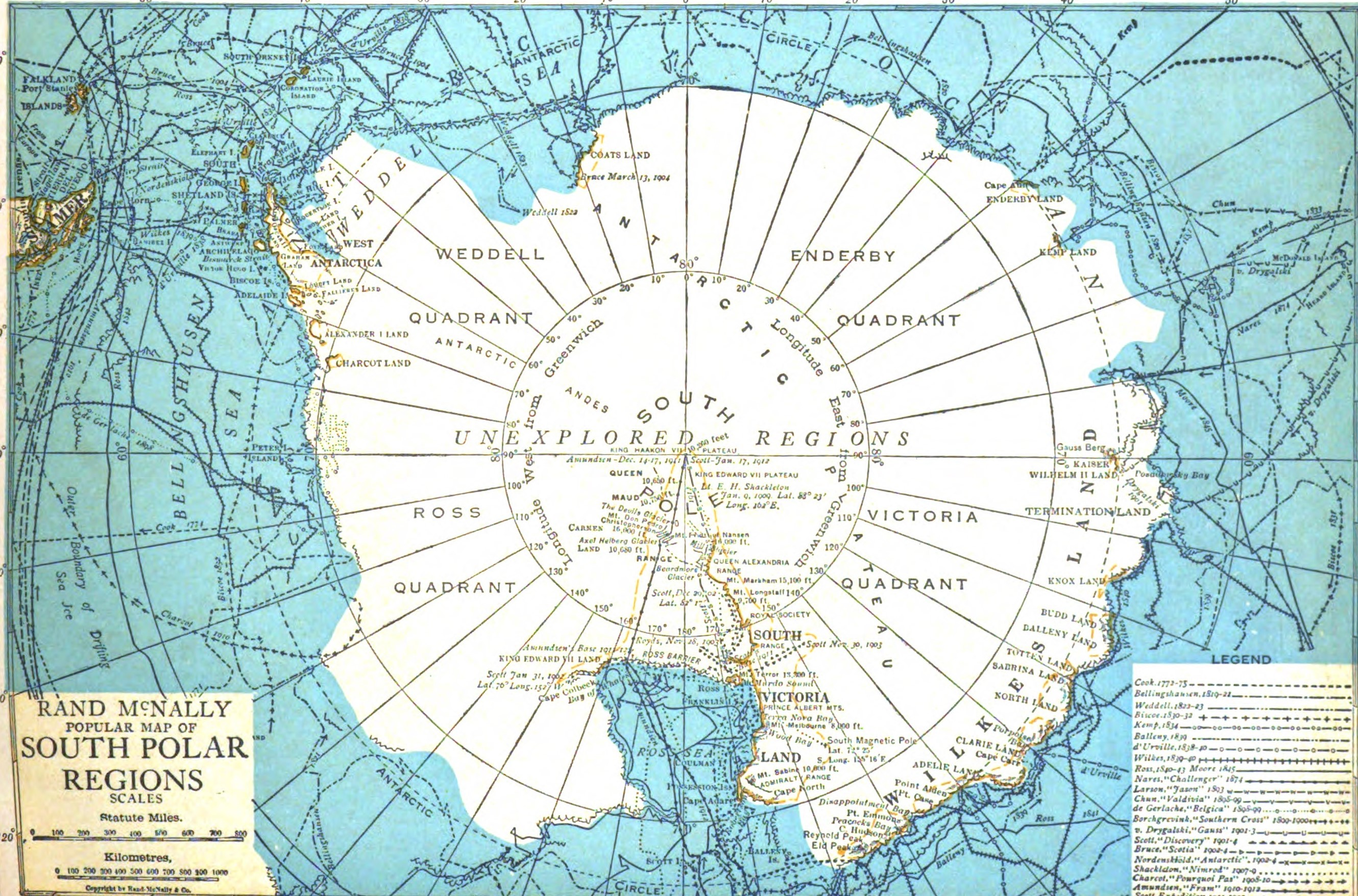
Mapa de l'Antàrtida de 1925, amb grans regions inexplorades.

Lovecraft va tenir un interès durant tota la vida en l'exploració de l'Antàrtida. "Lovecraft havia estat fascinat pel continent antàrtic des que tenia almenys dotze anys, quan havia escrit diversos petits tractats sobre els primers exploradors antàrtics", va escriure el biògraf ST Joshi. Al voltant dels nou anys, inspirat en el llibre de 1887 de W. Clark Russell The Frozen Pirate, Lovecraft havia escrit "diversos fils" ambientats a l'Antàrtida.
A la dècada de 1920, l'Antàrtida era "una de les últimes regions inexplorades de la Terra amb grans zones que els peus humans encara mai havien trepitjat. Els mapes contemporanis del continent mostren una sèrie d'espais en blanc provocadors, i Lovecraft podia fer servir la seva imaginació per omplir-los... amb poca por a la contradicció immediata". No obstant això, Lovecraft va ser precís a l'hora de presentar el coneixement geogràfic de l'Antàrtida tal com es coneixia en aquell moment, i es va referir a la deriva dels continents, una teoria que aleshores no va ser àmpliament acceptada.
La primera expedició de Richard E. Byrd va tenir lloc entre 1928 i 1930, just abans d'escriure la novel·la, i Lovecraft va mencionar l'explorador repetidament a les seves cartes i va comentar en un moment que "els geòlegs de l'expedició de Byrd havien trobat molts fòssils que indicaven un passat tropical". De fet, l'expedició de la Universitat de Miskatonic va ser preparada després de la de Byrd.
A Lovecraft: A Look Behind the Cthulhu Mythos Lin Carter suggereix que una inspiració per a At the Mountains of Madness va ser la hipersensibilitat de Lovecraft al fred, com ho demostra un incident en què l'escriptor "va caure al carrer i va ser portat inconscient a una farmàcia" perquè la temperatura va baixar de 60 graus a 30 graus Fahrenheit (15 graus a -1 grau Celsius). "L'odi i l'horror que el fred extrem li va evocar es van traslladar a la seva escriptura", va escriure Carter, "i les pàgines de Madness transmeten la sensació desastrosa, explosiva i sufocant provocada per les temperatures sota zero d'una manera que ni tan sols Poe podria suggerir". ST Joshi va anomenar-ho la teoria "fàcil".
Joshi assegura que la influència literària més clara que va tenir Lovecraft per a escriure A les muntanyes de la follia va ser l'única novel·la d'Edgar Allan Poe, Les aventures d'Arthur Gordon Pym, la secció final de la qual està ambientada a l'Antàrtida. Lovecraft cita dues vegades la història "pertorbadora i enigmàtica" de Poe al seu text i manlleva explícitament el misteriós crit Tekeli-li o Takkeli de l'obra de Poe. En una carta a August Derleth, Lovecraft va escriure que intentava aconseguir amb el seu final un efecte similar al que Poe va aconseguir a Pym.
Una altra possible 'inspiració per a At the Mountains of Madness és At the Earth's Core (1914), d'Edgar Rice Burroughs, una novel·la que planteja una raça rèptil altament intel·ligent, el Mahar, que viu en una Terra buida. "Penseu en la similitud del Mahar de Burroughs amb els Old Ones de Lovecraft, tots dos es presenten amb simpatia malgrat el seu maltractament a l'home", va escriure el crític William Fulwiler. "Totes dues són races alades, amb peus grans i dominants; ambdues són races científiques erudites amb talent per a la genètica, l'enginyeria i l'arquitectura; i ambdues races utilitzen els homes com a bestiar". Ambdues històries, assenyala Fulwiler, impliquen noves tècniques de perforació radicals. En ambdues històries, els humans són viviseccionats per científics no humans. El Mahar de Burroughs fins i tot empra una espècie de servidors coneguts com a sagots, possiblement la font del Shoggoth de Lovecraft.
Altres fonts possibles inclouen "The People of the Pit" d' A. Merritt, la descripció de la qual d'una ciutat subterrània al Yukon té una certa semblança amb la d'Elder Things de Lovecraft, i "A Million Years After" de Katharine Metcalf Roof, una història sobre dinosaures que es desclouen d'ous de milions d'anys i que va aparèixer a l'edició de novembre de 1930 Weird Tales. En una carta a Frank Belknap Long, Lovecraft va declarar que la història de Metcalf Roof era una versió "podrida", "barata" i "pueril" d'una idea que va tenir anys abans, i la seva insatisfacció podria haver-lo animat a escriure la seva pròpia història sobre "el despertar de les entitats dels confins de la història de la Terra".
Edward Guimont ha argumentat que At the Mountains of Madness es va inspirar en el discurs contemporani sobre la vida a Mart, incloses les obres de ficció ambientades en Mart i les afirmacions dels canals marcians fetes per Percival Lowell (a qui Lovecraft va conèixer el 1907). Guimont també ha proposat altres influències, incloses les teories contemporànies sobre la decadència dels nòrdics groenlandesos i les afirmacions de la supervivència dels mamuts llanosos a Alaska i, en particular, els detalls de la trama inspirats en el descobriment de les restes de l'expedició en globus àrtic d'Andrée el 1930.
La publicació Una enciclopèdia HP Lovecraft suggereix que el llarg abast de la història explicat a la història podria haver estat inspirat en The Decline of the West d'Oswald Spengler. Alguns detalls de la història també poden haver estat extrets de la novel·la d'exploració de l'Àrtida de 1901 del MP Shiel , The Purple Cloud, que va ser republicada el 1930.
El títol es deriva d'una línia del conte "L'home haixix" d' Edward Plunkett, 18è baró de Dunsany : "I per fi vam arribar a aquells turons d'ivori que s'anomenen les muntanyes de la follia...".
El propi "The Nameless City" (1921) de Lovecraft, que també tracta de l'exploració d'una antiga ciutat subterrània que aparentment està abandonada pels seus constructors no humans, estableix un precedent per a A les muntanyes de la follia. En ambdues històries, els exploradors utilitzen les obres d'art dels no humans per deduir la història de la seva espècie. Lovecraft també havia utilitzat aquest element a "The Dream-Quest of Unknown Kadath".(1927)
Pel que fa als detalls de l'ambientació antàrtica, la descripció de l'autor d'alguns dels paisatges s'inspira en part en les pintures asiàtiques de Nicholas Roerich i les il·lustracions de Gustave Doré, a les quals el narrador de la història fa referència diverses vegades.

## Publicació
Lovecraft va enviar la història a Weird Tales, però va ser rebutjada per l'editor Farnsworth Wright el juliol de 1931. Lovecraft es va prendre malament el rebuig i va deixar la història aparcada. Finalment el text va ser enviat per l'agent literari de Lovecraft Julius Schwartz el 1935 a F. Orlin Tremaine, l'editor d'Històries sorprenents.
La novel·la es va serialitzar als números de febrer, març i abril de 1936, i Lovecraft va rebre 315 dòlars, el que equivaldria a uns 7.000 dòlars del 2023, el màxim que havia rebut per una història. La història, però, va ser rudament editada, amb alteracions en l'ortografia, la puntuació i els paràgrafs, i el final de la història va ometre diversos passatges llargs. Lovecraft es va indignar i va anomenar Tremaine com "aquell maleït fem de hiena". Les còpies corregides a mà de Lovecraft d'Històries sorprenents van constituir la base de la primera edició d'Arkham House, però aquesta encara contenia més d'un miler d'errors, i el text totalment restaurat no es va publicar fins al 1985.

## Recepció
La novel·la va ser rebuda negativament durant la vida de Lovecraft; Lovecraft va declarar que la seva recepció hostil havia estat el principal motiu pel qual acabaria amb la seva carrera de ficció. Theodore Sturgeon va dir que la novel·la era "molt més lúcida que gran part de l'obra del mestre" i en va destacar la versemblança de les descripcions". La història va popularitzar les antigues teories dels astronautes, així com l'Antàrtida en la "mitologia dels astronautes antics". Edward Guimont ha argumentat que A les muntanyes de la bogeria, malgrat el seu entorn terrestre, va ajudar a influir en les representacions posteriors de ciència-ficció dura d'expedicions planetàries i Big Dumb Object, particularment les d'Arthur C. Clarke, la paròdia de 1940 del qual "A les muntanyes de la foscor" va ser una de les seves primeres obres de ficció.